# Андижанская правда
«Андижа́нская пра́вда» — русскоязычная общественно-политическая газета Андижанского областного хокимията.
Издаётся с 1 июля 1916 года, первоначально носила название «Туркестанский голос». Выпускалась на собственные денежные средства А. А. Чайкина, известного своими демократическими взглядами. Газета регулярно освещала жизнь Ферганской долины, знакомила население с новостями таких городов, как Ташкент, Ош, Петроград, Москва, а также с событиями в иностранных государствах.
Впоследствии газета сменила несколько названий (в 1918—1921 годах — «Известия»). В разное время в ней работали такие известные журналисты как Р. А. Сафаров, Н. С. Коркин, П. П. Волков, Г. Крайнов, С. Безносов. 31 мая 2000 года редакция «Андижанской правды» слилась с редакцией газеты «Андижоннома».
Газета последовательно освещает проводимые в вилояте экономические реформы и жизнь андижанцев в целом. По состоянию на 2000 год выходила 2 раза в неделю тиражом в 2000 экземпляров.

## История
Первая русскоязычная газета в Андижане появилась в годы Первой мировой войны и называлась «Туркестанский голос». Её первый номер вышел 1 июля 1916 года. Редактором и издателем газеты был андижанский домовладелец и владелец пасеки, председатель общества взаимопомощи и член Андижанского Военно-промышленного комитета — Анастасий Афанасьевич Чайкин. Газета печаталась на средства издательского товарищества, каждый член которого обязан был вложить по 25 руб. В её деятельности участвовали сотрудники газеты «Туркестанский край», а также известный общественный деятель Убайдулла Ходжаев, редактор узбекской газеты «Садо-и-Туркестан»; он также принял участие в финансировании этой газеты. Сотрудником газеты, по сообщению охранного отделения, был и родной брат А. А. Чайкина — Вадим Чайкин.
Газета освещала общественно-политическую жизнь Ферганской долины, имела своих корреспондентов в Петрограде, Москве, Ташкенте и даже в Лондоне. Неоднократно выпуск газеты приостанавливался. Только в январе 1917 г. — за критику туркестанских военных судов, за публикацию материала о тяжелом положении местного населения — газету дважды закрывали, а редактора арестовывали.
С 1918 г. газета начинает выходить под названием «Известия», с 1941 г. — «Сталинское знамя», с 1954 — «Андижанская правда». После 1991 года тираж газеты заметно сократился. Со второй половины нулевых тираж составлял в среднем 1500 экз. В 1988 году, газета выходила дважды в неделю, на 4 страницы формата A-3, тиражом 30000 экз.
В своё время именно острые выступления газеты помогли отстоять Андижанский аэропорт, когда чиновники намеревались закрыть все авиарейсы из Андижана за переделы республики. Редакция с1946 года ежегодно проводит 9 мая традиционную легкоатлетическую эстафету в честь Великой Победы на приз областных газет — русскоязычной и узбекской. Именно «Андижанская правда» в 1987 г. в самый расцвет перестройки не побоялась опубликовать статью канадского ученого Пола Саймона «Три грядущих кризиса Михаила Горбачева» о конце великой державы — Советского Союза, прогнозы которого впоследствии полностью подтвердились. «АП» одна из немногих правдиво рассказала уже на следующий день о массовых беспорядках, поджогах, разгромах магазинов, учреждений, жилых домов, произошедших 2 мая 1990 года.
31 мая 2000 года была создана объединенная редакция областных газет «Андижоннома» и «Андижанская правда», которую возглавил А.Даминов. И о страшных событиях мая 2005 г., когда при подавлении выступлений вооруженной оппозиции были убиты сотни мирных граждан, редакция из-за цензуры вынуждена была ограничиться публикацией только официальных материалов.

## Журналистский коллектив газеты
Редакторами газеты, кроме А. Чайкина, были П. Шереметьевский, А. Агапов, Н. Коваленко, П. Пышкин, М. Свиридов, Т. Сигалов, И. Герасимов, Р. Сафаров, Н. Кондратенко, И. Навоженин, Н. Коркин. Более 22 лет руководил газетой П. П. Волков, которому незадолго до переезда в Россию, указом президента И. А. Каримова было присвоено почетное звание «Заслуженный работник культуры Республики Узбекистан». В настоящее время руководит газетой С. Шукуров.
В редакции работали: Л. Гришнин, Е. Народецкая, В. Криницкий, Г. Крайнов, О. Якубов, Ю. Шаферов, О. Фадеев, М. Кошевацкий, М. Садвакасов, И. Ионов, В. Сердце, Р. Мельников, К. Султанов, Е. Сорокин, Д. Аипова, К. Номерованный, Т. Горобченко, Г. Кечкин, Л. Сбродов, Б. Юсупов, А. Воропаев, П. Волков, Т. Рагожкина и многие другие.
На 2014 год в журналистский коллектив газеты входят: Г. Машуров, Л. Орлов, Ш. Абдуллаев, Л. Капустина, Ш. Иманкулова, А. Кадыров, К. Нурматов.

## Награды газеты
За плодотворную работу и в связи с 50-летием «Андижанская правда» была награждена орденом «Знак Почета». Орден коллективу, а также 30 Почётных грамот Верховного Совета Узбекистана сотрудникам редакции, полиграфистам и рабселькорам, вручил Первый секретарь ЦК Компартии Узбекской ССР Шараф Рашидов. 6 сотрудников газеты получили звание «Заслуженный работник культуры Уз ССР».
«Андижанская правда» дважды была участницей ВДНХ СССР, награждалась дипломами и Почетными грамотами Союза журналистов СССР, в том числе за победу в конкурсах на лучшее освещение соревнования в 1977, 1978, 1986 гг., 6 раз — за лучшее художественное оформление и полиграфическое исполнение, а также Почетными грамотами МВД Узбекистана.
Дважды университет рабселькоров редакции выходил победителем Всесоюзного общественного смотра народных университетов.
Многие журналисты редакции стали лауреатами областных и республиканских конкурсов на лучшие газетные материалы.